# Rudi Strothmüller
Rudi Strothmüller (* 4. Mai 1948) ist ein deutscher Sänger und Entertainer.
Rudi Strothmüller studierte an der Dortmunder Musikhochschule Musik in den Fächern Waldhorn, Gitarre und Gesang. Danach war er zunächst Sänger in der Big Band der Bundeswehr unter der Leitung von Günter Noris, und danach in der privaten "Günter Noris Bigband", insgesamt 10 Jahre lang.
Er arbeitete als Musiker unter anderem mit Ray Charles, Charles Aznavour.
Er gründete außerdem diverse Musikensembles, u. a. "Voice Power", die er auch künstlerisch leitet.
Seit dem Ende der 1990er Jahre leitet Strothmüller das "Hansatheater"-Ensemble, mit dem er ein ehemaliges Kino in der Dortmunder Innenstadt als "Theater Hansastraße" bezog, das bis 2003 das Heimtheater blieb.
Danach wurden die Räumlichkeiten zum neuen "domicil"-Jazzclub umgebaut. Das Hansatheater-Ensemble blieb jedoch zusammen und gab vier Jahre lang immer wieder Gastspiele in anderen Häusern.
Im März 2007 hat Strothmüller nun mit dem alten Ensemble das neue Hansa Theater Hörde im Dortmunder Stadtteil Hörde eröffnet.
In Dortmund und Umgebung ist er insbesondere mit seiner Frank Sinatra-Revue My Way bekannt geworden, die lange im Hansatheater und später in Gastspielen zu sehen war.
Strothmüller betätigt sich außerdem als Show-Manager, u. a. für die Gesangsgruppe VoiSis, in der auch seine beiden Töchter Inga Strothmüller und Nadine Strothmüller mitwirken.
Rudi Strothmüller erhielt außerdem Ende der 1970er Jahre die deutschlandweit erste Dozentur für Popular-Gesang der Dortmunder Musikschule, die er bis heute fortführt.